# Andrej Kvašňák
Andrej Kvašňák (Kassa, 1936. május 19. – Prága, 2007. április 18.) csehszlovák válogatott labdarúgó.

## Sikerei, díjai
- Csehszlovákia
  - Európa-bajnokság bronzérmes: 1960
  - Világbajnokság ezüstérmes: 1962